# Димитър Клисурски
 Тази статия е за политика Димитър Клисурски.  За химика и академик на БАН вижте Димитър Клисурски (химик).  
Димитър Клисурски е български политик, търговец и земевладелец, привърженик на Народната партия, общински съветник, кмет на гр. Фердинанд през периода (1930 – 1932 г.).

## Биография
Роден е в гр. Фердинанд през 1889 г. и произхожда от големия род Клисурски, известни в миналото търговци и земевладелци в Берковския край. Били са високи едри хора, пресметливи и предприемчиви. В дома им в Берковица през 1879 г. живее председателят на Окръжния съд – Иван Вазов. Имат търговска кантора в гр.Фердинанд, притежават питейно заведение в началото на ХХ век. Неговият баща Стефан Петров Клисурски е известен в гр.Фердинанд търговец и предприемач в строителството на жп гари в страната. Завършва средно образование във Врачанската мъжка гимназия. Заема кметската длъжност в гр. Фердинанд през 1930 – 1932 г. След кметската дейност продължава търговската си дейност, притежава файтон, мелница и маслобойна с парен мотор и земеделски имоти. По-късно недвижимите му имоти са национализирани. Умира в София през 1964 г. на 75-годишна възраст, огорчен и разочарован от икономическата и политическата действителност в България.

## Политическа дейност
На 22 май 1930 г. е избран от Общинския съвет за кмет на гр. Фердинанд, след оставка на кмета д-р Георги Стоев. През неговия мандат Общинският съвет взема важни решения за подобряване на икономическото и социално положение в общината – направа на покрит пазар за добитък, откриване на общинска аптека и сключване на заем за водоснабдяване на града. През юни 1931 г. започва строителство на железобетонен мост над р. Огоста по шосето за Враца, известен като „Черния мост“ (по името на съществуващия до него дървен мост, който е намазан с катран). Мостът е проектиран от инж. Кольо Тотев, с шест свода и е предвиден да се построи за седем месеца, но е завършен пет години по-късно. Ръководител на строежа е инж. Иван Петров.
Стопанският живот по това време е затруднен от настъпилата обща икономическа криза (1929 – 1933 г.), но се забелязват и нови явления. В основаната през 1931 г. Районна кооперативна банка членуват търговци и занаятчии, а също и чиновници, домакини и др. Открито е Държавно девическо домакинско училище „Княгиня Мария Луиза“ (1931 г.), което подготвя възпитанички за стопанската дейност, домакинството и отглеждането на деца. По повод откриването на общинска аптека в града, кметът отпечатва апел към гражданите да подкрепят присъединяването на с. Баня към градската община. За сватбата на цар Борис III с италианската принцеса Йоана е избрана делегация от трима общински съветници начело с кмета да поднесе подарък на младоженците – сребърна табла на общината от 1893 г.
Дейността на Общинския съвет е спъвана от политически и партизански борби, характерни за цялата страна. В началото на 1932 г. е оказан натиск от Околийското управление върху общинските съветници за подаване на оставки. В отговор е изпратен протест до министъра на вътрешните работи и народното здраве срещу потъпкването на общинската автономия. По предложение на МВРНЗ и определение на Ломския окръжен съд от 29 януари 1932 г. се стига до разтуряне на Общинския съвет. Официално дейността му е прекратена с царски Указ № 61 от 2 февруари 1932 г., поради подаване на оставка на половината от общинските съветници. Така е прекратен предсрочно и мандатът на общинския кмет Димитър Клисурски. През неговия мандат се вземат важни решения и започват дейности, чието изпълнение продължава и след неговото кметуване.